# 雷鳴山の迷宮
雷鳴山の迷宮（らいめいざんのめいきゅう、原題：Thunderspire Labyrinth)は、ダンジョンズ&ドラゴンズ第4版のPoints of Lightコンセプトのアドベンチャー・シナリオ3部作の第2作目で、ダンジョンマスターが想像した素材やほとんどマップされていないファンタジーの世界、あるいはダンジョンマスターがカスタムメイドしたセッティングに、大まかにつながりのある自由な設定で途切れなく導入できるようにデザインされたモジュールである。アドベンチャーの著者はen:Mike MearlsとRichard Bakerで、2008年にウィザーズ・オブ・ザ・コーストから出版され、シャドウフェル城の影アドベンチャーの続編である。アドベンチャーは「H」マークがついた英雄級の4-6レベルキャラクターに向けてデザインされた。このモジュールはネンティア谷と呼ばれる地域の設定で、詳細は第4版のダンジョンマスターズ・ガイドにある。

## 概要
雷鳴山の迷宮は「シャドウフェル城の影」の緩い続編か、または単独のモジュールとして走らせることができる。
プレイヤーは雷鳴山に向けて旅をし、山の下に放棄されたミノタウロスの古代都市サルーン・ケルがある。モジュールはプレイヤーに、サルーン・ケルの中にいくつものゴールがあることを示唆し、最大の目的はブラッドリーヴァーズと呼ばれる奴隷商人の隠れ所の調査と、最近この組織によって奴隷となった民間人の救出である。（これは「シャドウフェル城の影」のイベントの結果として、または他の接続されていない、プロットのフックを介してかもしれない。）
プレイヤーはその後いくつかのミニダンジョンを介して進む；ブラッドリーヴァーズは奴隷をグリマーズール氏族のドゥエルガルに売却したことが判明し、その後にデーモン・ロードを信仰するノールの一群に奴隷の小さなサブセットを販売している。ノールを発見し克服すると、パルデマールと呼ばれる反逆のウィザードが、雷鳴山からネンティア谷を征服しようとする不吉な計画が明らかになる。最終的にプレイヤーはパルデマールに立ち向かい彼を打ち負かし、モジュールを締めくくる。

## モンスター
雷鳴山の迷宮にはD&D第4版ではじめて登場するドゥエルガル、ブロンズ・ウォーダー、ノーカー、ファラガーそしてエニグマ・オブ・ヴェクナが含まれる。

## 内容
- 32ページの第1部ブックレット
- 64ページの第2部ブックレット
- フルカラーポスターマップ
- 紙製ポートフォリオ

（日本語版は1冊の書籍にポスターマップが付属している）

## 出版履歴
アドベンチャーはen:Mike MearlsとRichard Bakerによりデザインされ、2008年7月に出版された。カバーアートはWilliam O'Connorで、本文アートはen:Ron Lemen、en:Lucio Parrilloそしてen:Jim Pavelecである。2009年3月には日本語版が出版された。

## 書籍目録
- Richard Baker and Mike Mearls. Thunderspire Labyrinth (ウィザーズ・オブ・ザ・コースト, 2008).
- 「ダンジョンズ&ドラゴンズ 英雄級アドベンチャーシナリオ 雷鳴山の迷宮」(ホビージャパン, 2009年) ISBN 978-4-89425-836-5